# فاضل خان
فاضل خان التوني (بالفارسية: فاضل خان تونی) (1593 - 1663) معروفٌ اختصارًا بلقب «علاء المُلك» كان عالمًا موسوعيًا وأحد النبلاء في الهند المغولية كانت له السّيطرة على كامل شؤون الأسرة الحاكمة تولى منصب الوزير الأعظم في هندستان كما تولى وزارة الماليّة. وقد تمتع بشخصية لا تشوبها شائبة وحُكم سليم، كما عُرف بكفاءته في علم الفلك والرياضيات والعلوم الفيزيائية.